# Сын призрака
Сын призрака (Ghost Son) — итальянский триллер — фильм ужасов 2007 года, сценарист и режиссёр Ламберто Бава, продюсер Пино Гарджуло.

## Сюжет
Стейси и Марк недавно поженились и глубоко любят друг друга. Они живут на ферме Марка в Южной Африке. Когда Марк погибает в автокатастрофе, вдова Стейси скучает по нему и решает остаться с их служанкой, сиротой-подростком Танди на ферме. Позже её друг и врач Док узнаёт, что Стейси беременна. После сложных родов Стейси замечает, что в некоторые моменты её ребёнок, кажется, одержим духом Марка, который пытается убить её, чтобы провести с ней вечность. 

## В ролях
- Лаура Хэрринг — Стейси
- Джон Ханна — Марк
- Пит Постлетуэйт — Доктор
- Коралина Катальди-Тассони — Бет
- Моза Кайзер — Танди
- Сусанна Лаура Рюденберг — педиатр
- Джейк Дэвид Мэттьюсон — Мартин
- Мэри Твала[англ.] — Лелети
- Ванесса Кук — гинеколог
- Джеремайя Ндлову — Бонгани

## Критика
Фильм получил плохой отклик в Италии, с отрицательными отзывами в Corriere della Sera и Il Messaggero.